# Comuna Nîjnie, Derajnea
Nîjnie (în ucraineană Нижнє) este o comună în raionul Derajnea, regiunea Hmelnîțkîi, Ucraina, formată din satele Cereșenka, Nîjnie (reședința) și Slobidka.

## Demografie
Componența lingvistică a comunei Nîjnie
     Ucraineană (98,05%)
     Rusă (1,67%)
     Alte limbi (0,18%)
Conform recensământului din 2001, majoritatea populației comunei Nîjnie era vorbitoare de ucraineană (98,05%), existând în minoritate și vorbitori de rusă (1,67%).